# Gamčen
Gamčen (rusky Гамчен) je název vulkanického komplexu, nacházejícího se ve východní vulkanické zóně Kamčatky nedaleko pobřeží Tichého oceánu a asi 20 km severovýchodně od okraje Kronockého jezera. Komplex je tvořen čtveřicí překrývajících se stratovulkánů, jejichž stáří se odhaduje na pleistocén až holocén. Staršími členy komplexu jsou stratovulkány Južnyj Gamčen a Severnyj Gamčen, mladšími členy jsou Molodoj a Baranij, nacházející se na východním svahu Severního, resp. na jihovýchodním svahu Jižního Gamčenu. Svahy komplexu jsou posety i několika lávovými dómy, z nich nejmladší je Lukovica, jehož věk byl stanoven na cca 3 000 let.